# Mark O'Brien (wielrenner)
Mark O'Brien (Horsham, 16 september 1987) is een Australisch wielerploegleider en voormalig wielrenner die in 2016 zijn carrière afsloot bij Avanti IsoWhey Sports. Daarna werd hij ploegleider bij Drapac-Pat's Veg Holistic Development Team.

## Carrière
In 2010 behaalde O'Brien zijn eerste UCI-overwinning door in de vijfde etappe van de Jelajah Malaysia solo als eerste over de finish te komen.
In 2016 werd O'Brien tweede in het eindklassement van de New Zealand Cycle Classic. Een maand later werd hij ook tweede in de REV Classic. In maart van dat jaar werd hij achter winnaar Sean Lake en Brendan Canty derde op het Oceanisch wegkampioenschap. Na 2016 ging hij aan de slag als ploegleider bij Drapac-Pat's Veg Holistic Development Team. Ondanks dat nam hij in januari deel aan het nationale kampioenschap op de weg, waar hij op de tiende plaats eindigde. Twee maanden later werd hij zevende op het Oceanische kampioenschap.

## Overwinningen
2010
5e etappe Jelajah Malaysia

## Ploegen
- 2007 –  Drapac Porsche Development Program
- 2008 –  Drapac Porsche Development Program
- 2009 –  Drapac Porsche Cycling
- 2010 –  LeTua Cycling Team (tot 15-5)
- 2011 –  SP Tableware
- 2012 –  Team Budget Forklifts
- 2013 –  Team Raleigh
- 2014 –  Avanti Racing Team
- 2015 –  Avanti Racing Team
- 2016 –  Avanti IsoWhey Sports

Docker · D.Drapac · Grinter · Lapthorne · McLachlan · Munro · Murchie · O'Brien · Shaw · Southam · Thorsen · Thuaux · Williams · Windsor
Bates · Braunsteins · Docker · D.Drapac · Grinter · Humbert · Irwyn · McDonald · Morton · Munro · O'Brien · Olman · Palmer · Shaw · Thuaux · Williams · Windsor
Bates · Braunsteins · Dempster · D.Drapac · Grinter · Humbert · Irwyn · Lewis · McDonald · Morton · O'Brien · Olman · Palmer · Pollock · Shaw · Thuaux · Williams · Windsor
Cupitt · Davison · Herzig · Loft · McCarthy · McLeod · O'Brien · Ockerby · Spencer · Williams · Windsor · Witmitz
Berthou · Blain · Briggs · Britton · Christian · Hampton · Holmes · Lang · Moses · Norris · O'Brien · Oliphant · Scully · Stewart · Witmitz
Beckinsale · Clark · Cooper · Davis · Donnelly · Dyball · Fetch · Flakemore · Giacoppo · Gunman · Haig · Jones · Law · Lovelock-Fay · O'Brien · Robinson · van der Ploeg
Aitcheson · Cooper · Crome · Giacoppo · F.Gough · R.Gough · Hamilton · Hucker · Karwowski · Lake · Lane · Mudgway · O'Brien · O'Connor · Shaw · Stevenson · van der Ploeg · Zenovich